# Gárgola

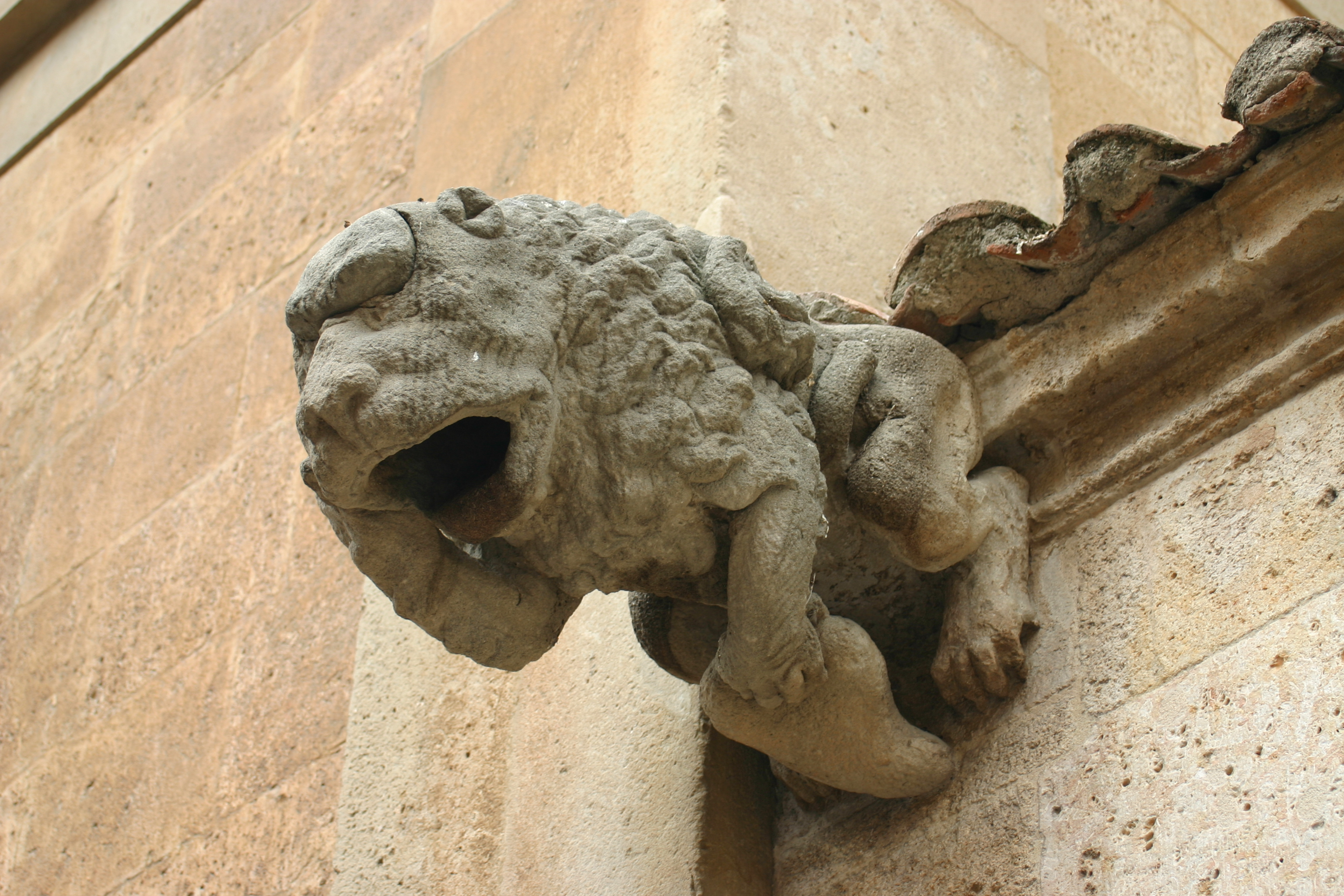
Gárgola con forma de león en el exterior de la Catedral de Tarragona, España.

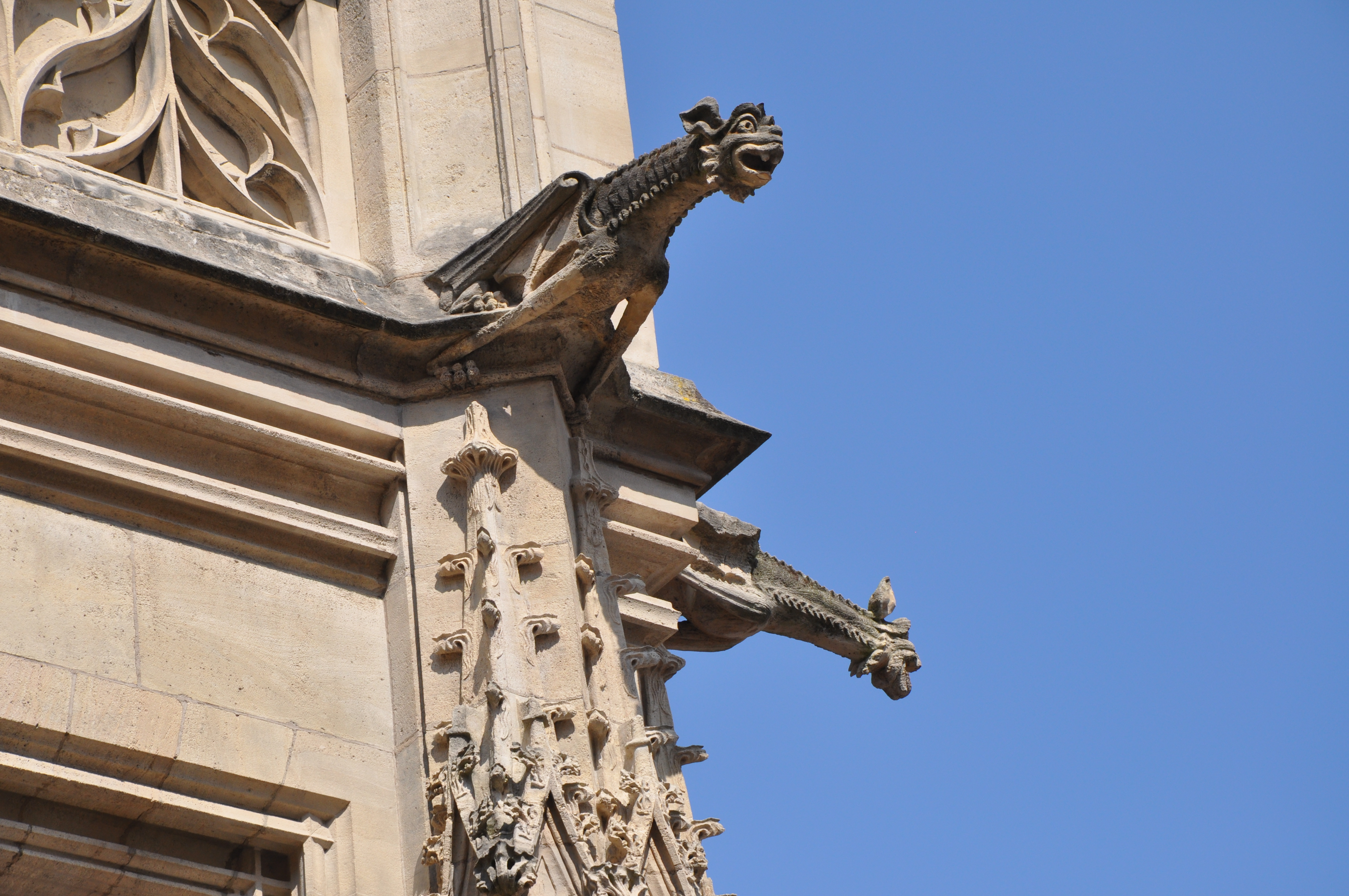
Gárgolas en el Palacio de Justicia de Ruan (Francia).

Una gárgola (del francés gargouille > gargouiller 'producir un ruido semejante al de un líquido en un tubo', latín gurgulio y griego γαργαρίζω 'hacer gárgaras') es la parte sobresaliente de un caño que sirve para evacuar el agua de lluvia de los tejados. 
Al expulsar el agua en chorros finos por la boca, las gárgolas evitaban que el agua contactara con los muros de piedra y provocara deterioros de los mismos. 
En la arquitectura de la Edad Media, especialmente en el arte gótico, son muy usadas en iglesias y catedrales y suelen estar adornadas mediante figuras intencionadamente grotescas que representan hombres, animales, monstruos o demonios. Probablemente, tenían la función simbólica de proteger el templo y asustar a los pecadores. Esto se mantuvo, aunque con menor desarrollo, en la arquitectura renacentista española e incluso en algunas iglesias barrocas.
La palabra gárgola se emplea en muchas ocasiones para referirse a todo tipo de criaturas que decoran los muros de los edificios y que, al representar el mismo tipo de figuras que las gárgolas, se engloban dentro de la misma denominación. Estas representaciones que ornamentan los edificios no son gárgolas para desagüe, sino imágenes decorativas, llamadas a veces quimeras, como, por ejemplo, las de Viollet-le-Duc de Notre Dame de París.

## Historia

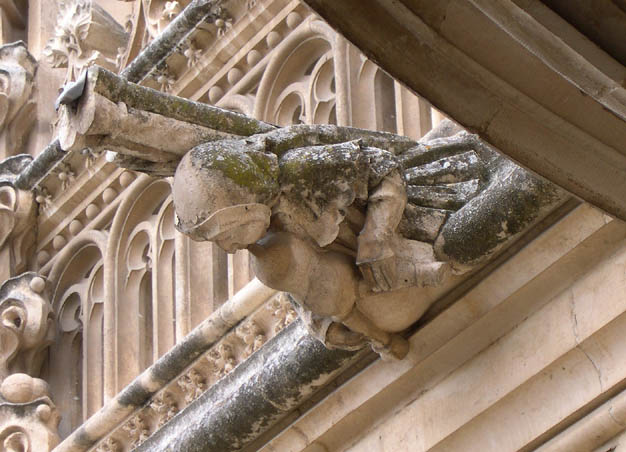
Gárgola con forma de gaitero, en el
monasterio de San Juan de los Reyes en Toledo (España)

Las gárgolas fueron introducidas en la arquitectura cristiana por primera vez en las catedrales de estilo gótico, pero ya eran empleadas en la arquitectura islámica y la budista anteriormente.[cita requerida] Además, se pueden encontrar antecedentes del uso de cabezas de animales como canalizaciones de agua en el Antiguo Egipto, la Antigua Grecia y Pompeya. En 1220 aparecen en la catedral de Laon y a partir de 1240, en París. Su época de mayor esplendor abarca el siglo XIII y la primera mitad del siglo XIV. A partir del Renacimiento, poco a poco se empezaron a convertir en caños simples de piedra o de metal, sin representación iconográfica, aunque también se encuentran algunas con forma de Quimera. En el siglo XIX, la arquitectura neogótica recuperó el uso de las gárgolas.

## Características generales

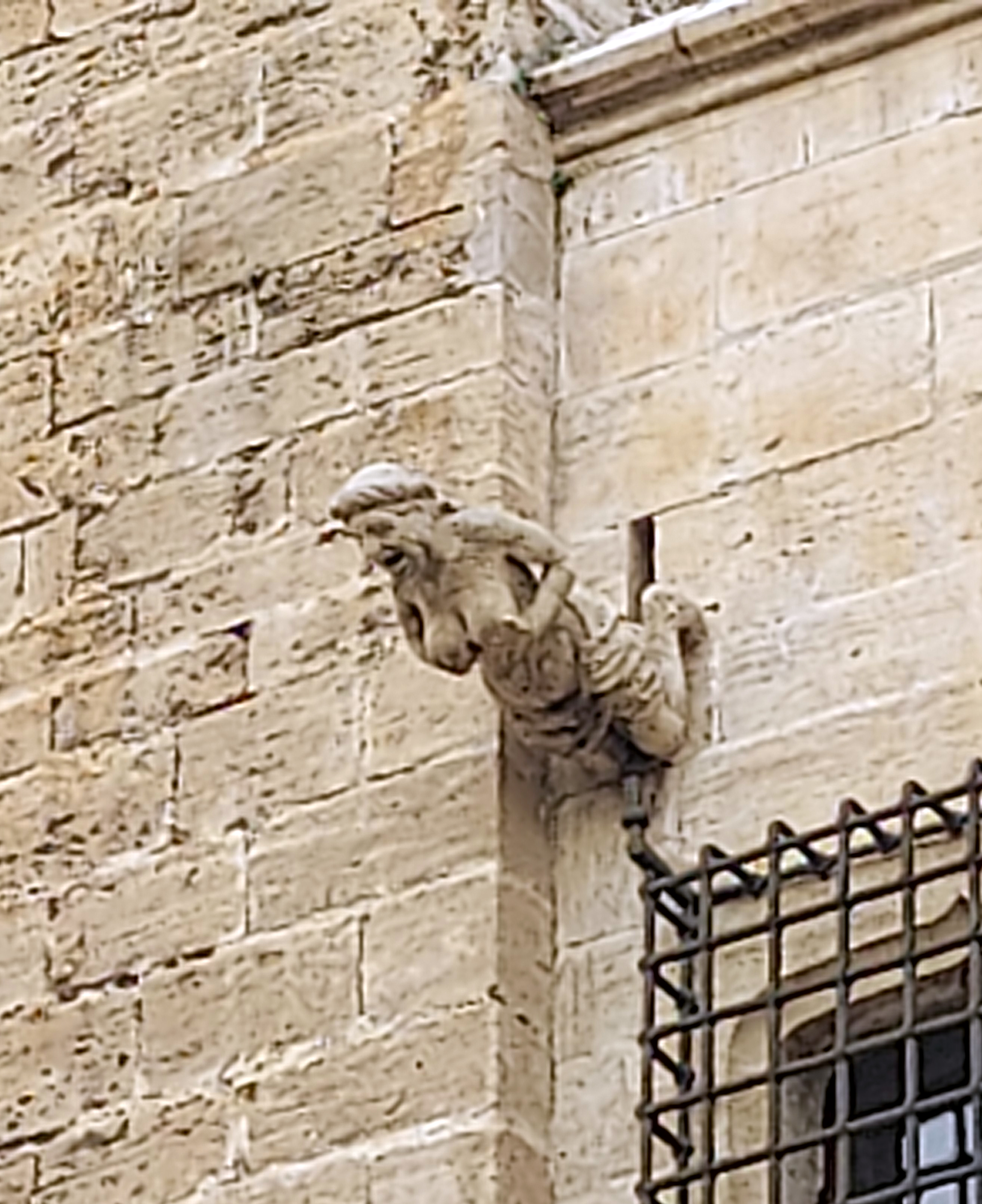
Gárgola de la fachada de la Almoina de la catedral de Santa María de Valencia.

Las gárgolas más antiguas eran tallas toscas que representaban cabezas o bustos, principalmente de animales. Posteriormente, algunas se apoyaban en ménsulas, para poder sobresalir de los muros y expulsar el agua más lejos. Las figuras esculpidas adquirieron mayor esbeltez, detallismo y dinamismo, representando animales o personas grotescas e irreales, a veces híbridas. 
El material más empleado era la piedra, que se trabajaba con hachas, taladros, cinceles y buriles, aunque se pueden encontrar algunas que fueron hechas de metal, de madera o de cerámica.
Sobre su origen simbólico, hay diversas teorías: entre otras, se ha sugerido que podrían simbolizar guardianes que protegen los edificios y provocan miedo, almas condenadas a las que se prohíbe la entrada a la iglesia, o demonios que son obligados a participar en la construcción de los templos, o que son vencidos por la iglesia. Además, le dan un toque estético al edificio.

### Iconografía

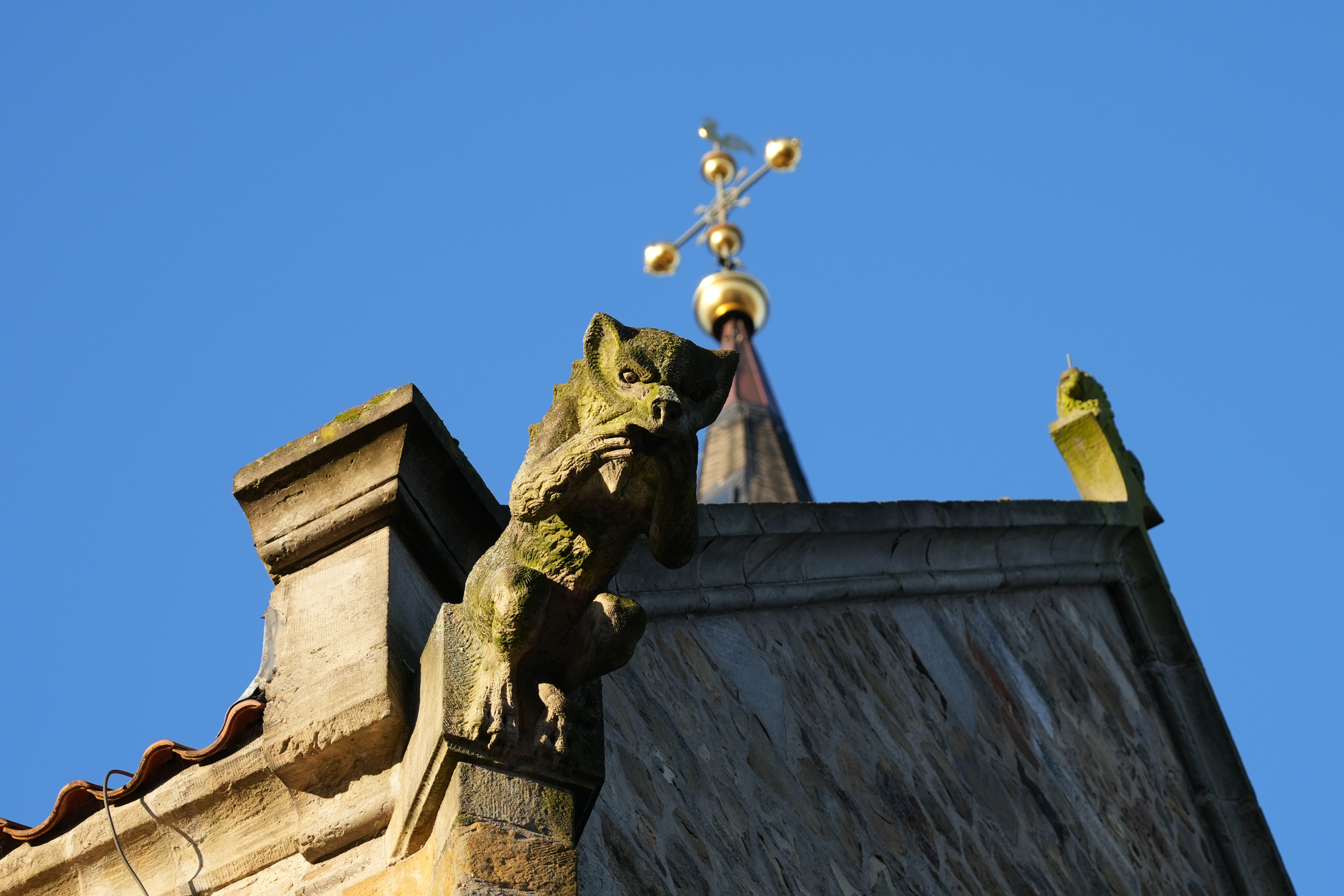
Gárgola con las manos en la boca en la iglesia de San Juan, Herford.

En cuanto a la iconografía, se pueden encontrar figuras de animales reales, de humanos y de monstruos fantásticos o mitológicos, algunos con características antropomorfas. Entre los animales, los más representados son leones y perros, pero también machos cabríos y águilas. Entre los seres fantásticos, grifos, harpías, demonios, dragones, sirenas y otros surgidos de la imaginación del artista. Entre estos últimos abundan los animales de cuatro patas con alas y los híbridos de animales con cabeza humana o humanos con cabeza de animal. Suele exagerarse su fealdad; a menudo aparecen con alas, con escamas o multiplicando alguno de sus miembros. En ocasiones las figuras aparecen gritando, con las manos dentro de la boca o agarrándose la garganta o sacando la lengua. A veces aparecen con algún rasgo sexual que alude al pecado de la lujuria. Otras veces hay figuras más pequeñas que interactúan con la figura principal. El agua se arroja generalmente por la boca, pero en ocasiones cae a través del ano o de algún objeto que lleva la figura. Muchas de las representaciones de monstruos y animales que aparecen en elementos arquitectónicos del románico influyeron en la iconografía de las gárgolas.
Como curiosidad, no es infrecuente, en obras de restauración, sustituir las gárgolas desaparecidas con nuevas gárgolas modeladas con motivos actuales, para evidenciar la época de la pieza. En la Catedral de Palencia, por ejemplo, es posible ver una gárgola representando a un fotógrafo.